# Sansevieria senegambica
Sansevieria senegambica är en sparrisväxtart som beskrevs av John Gilbert Baker. Sansevieria senegambica ingår i släktet bajonettliljor, och familjen sparrisväxter. Inga underarter finns listade i Catalogue of Life.

## Bildgalleri

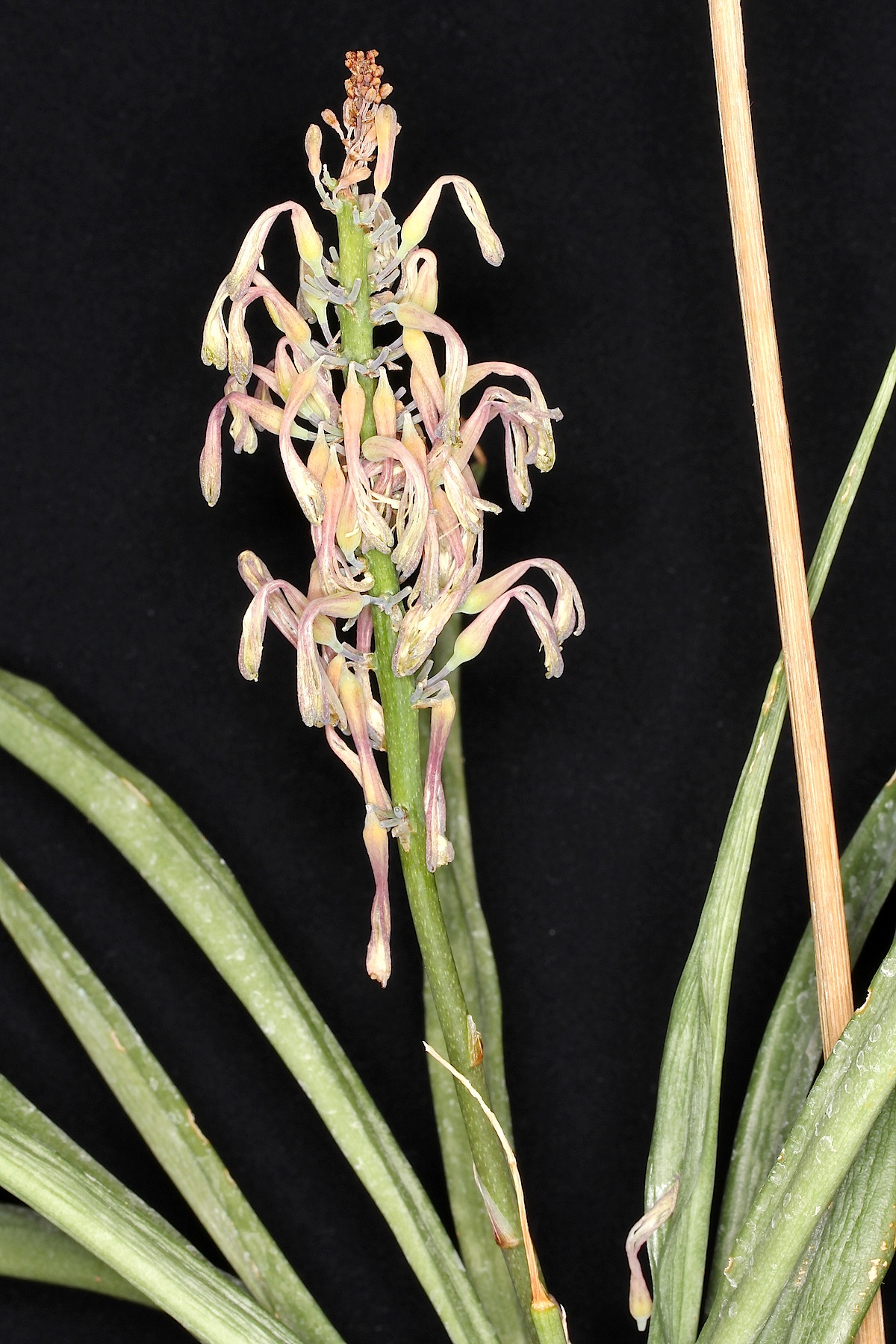